# Chrysolina circumducta
Chrysolina circumducta (лат.) — вид жуков подсемейства хризомелин семейства листоедов. Относится к подроду Chalcoidea.

## Описание
Жуки удлинённо-овальной или удлинённо-обратнояйцевидной формы. Длина тела имаго от 6,8 до 8,5 мм. Окраска изменчива: зеленовато-чёрное, голубовато-черная или чёрная. Ноги чёрные, металлически блестящие. Питается на растениях семейств сложноцветных (Artemisia) и губоцветных (Salvia).

## Распространение
Распространён  юго-востоке Европейской части России, на север до Оренбургской области, в Турции, на Кавказе, северо-западе Ирана, Казахстане. Кыргизии, Узбекистане, Таджикистане и северо-западе Китая.